# Diana Ossana
Diana Ossana, née en 1949 à Saint-Louis dans le Missouri, est une scénariste, une auteure et une productrice de films américaine. Elle est notamment célèbre pour avoir écrit conjointement avec Larry McMurtry le scénario du film Le Secret de Brokeback Mountain en 2005.

## Biographie
Elle est issue d'une famille italienne installée aux États-Unis depuis 1937. Elle travaille depuis 1992 avec Larry McMurtry comme coscénariste. Elle a également participé à l'écriture des romans Pretty Boy Floyd et Zeke and Ned. Elle écrit en 2005 l'adaptation d'un roman de ce dernier, Boone's Lick, que Tom Hanks devrait produire et interpréter. Elle obtient en 2006 de nombreuses récompenses cinématographiques, dont l'Oscar du meilleur scénario adapté, pour son travail d'adaptation conjoint avec Larry McMurtry de la nouvelle d'Annie Proulx, Brokeback Mountain, qui devient sous la caméra d'Ang Lee le film à succès Le Secret de Brokeback Mountain.

## Œuvre

### Romans
- Pretty Boy Floyd (1994), avec Larry McMurtry
- Zeke and Ned (1997), avec Larry McMurtry

## Filmographie

### Comme scénariste

#### Au cinéma
- 2006 : Le Secret de Brokeback Mountain (Brokeback Mountain)
- 2020 : Good Joe Bell de Reinaldo Marcus Green

#### À la télévision
- 1996 : Dead Man's Walk
- 2002 : Johnson County War de David S. Cass Sr.
- 2008 : Comanche Moon

### Comme productrice

#### Au cinéma
- 2006 : Le Secret de Brokeback Mountain (Brokeback Mountain)

#### À la télévision
- 1996 : Dead Man's Walk
- 1999 : Streets of Laredo
- 2002 : Johnson County War de David S. Cass Sr.
- 2008 : Comanche Moon

## Prix et distinctions notables
- 2006 : Oscar du meilleur scénario adapté pour Le Secret de Brokeback Mountain.
- 2006 : British Academy Film Award du meilleur scénario adapté pour Le Secret de Brokeback Mountain.
- 2006 : Golden Globe du meilleur scénario pour Le Secret de Brokeback Mountain.
- 2006 : Chlotrudis Award du meilleur scénario adapté pour Le Secret de Brokeback Mountain.
- 2006 : Austin Film Critics Association Awards – meilleur scénario adapté pour Le Secret de Brokeback Mountain.
- 2006 : Central Ohio Film Critics Association Awards – meilleur scénario pour Le Secret de Brokeback Mountain.